# Alemão brasileiro

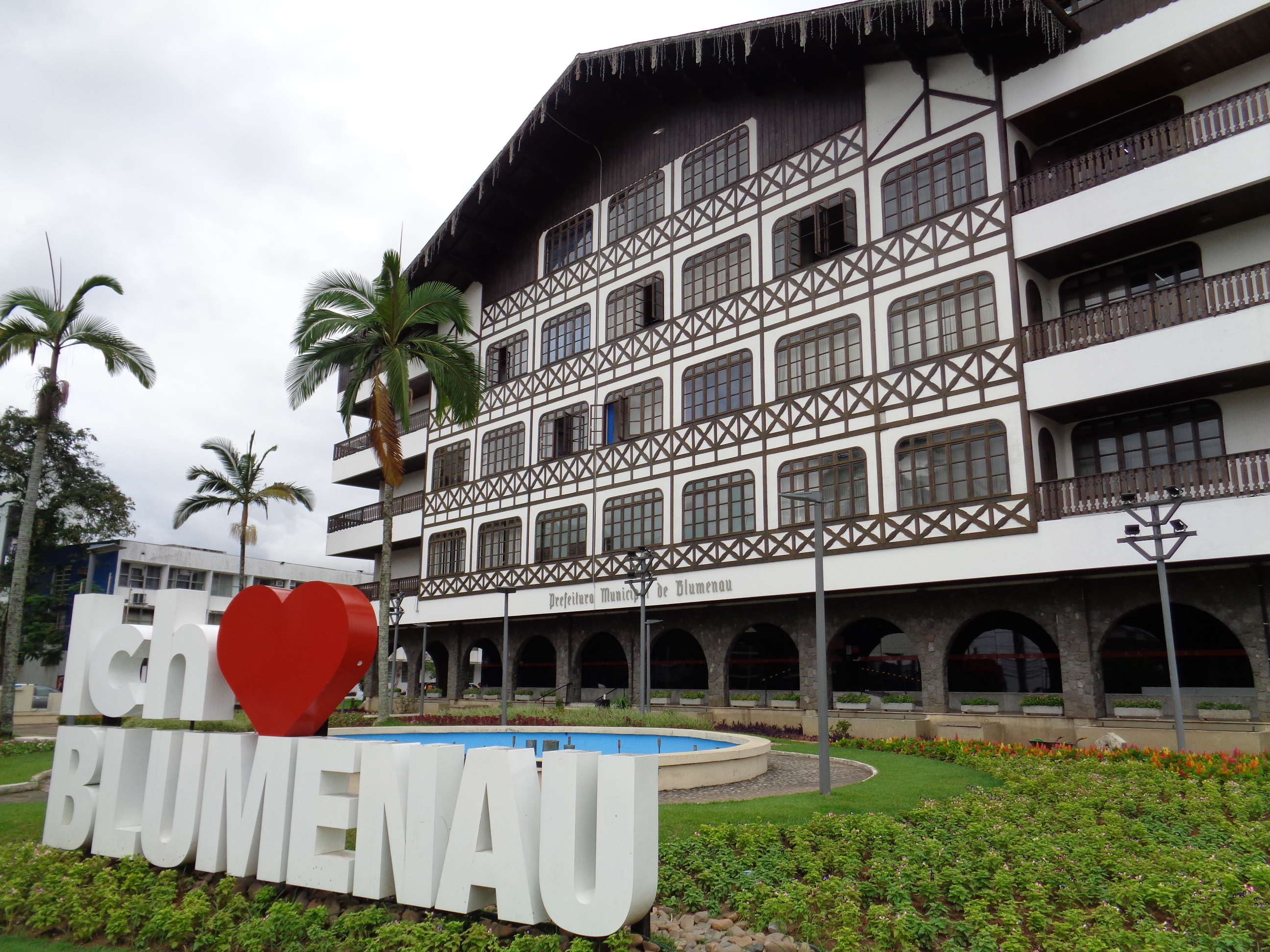
Inscrição Ich liebe Blumenau em frente à prefeitura de Blumenau, representando a influência que a cultura e língua alemã tiveram sobre a cidade.

As variedades de origem alemã faladas por teuto-brasileiros formam uma língua minoritária significativa no Brasil. O "alemão brasileiro" é fortemente influenciado pelo português e, em menor grau, pelos dialetos italianos, bem como pelas línguas indígenas. Os dialetos alemães são particularmente fortes nas regiões Sul e Sudeste do Brasil. De acordo com Ethnologue, cerca de 3 milhões de pessoas no Brasil falam o Riograndenser Hunsrückisch, 1,5 milhão falam o alemão padrão (provavelmente incluindo Pommersch) e 8 mil falam o Plautdietsch.
Falantes da língua Alemã de Alemanha, Suíça e Áustria formam o maior grupo de imigrantes depois de falantes de português e italiano. Estes imigrantes tendiam a preservar a sua língua mais do que os falantes de italiano, que é mais próximo do português. Consequentemente, o alemão foi a segunda língua falada em casa mais comum no Brasil no censo de 1940. No entanto, mesmo em áreas que ainda são dominadas por falantes alemães, a maioria são bilíngues. Hoje, o alemão é cada vez mais cultivado como um patrimônio cultural e vários municípios têm recentemente o co-oficializado ao lado do português.
O Riograndenser Hunsrückisch é a variante mais significativa e o termo é usado às vezes para incluir todas as formas de alemão brasileiro. Está particularmente bem representado nos dois estados mais meridionais do país, Rio Grande do Sul e Santa Catarina. Mas, especialmente no Espírito Santo, há bolsões significativos cujo dialeto é baseado no Pommersch e em alguns outros dialetos que podem ser encontrados localmente devido à imigração do século XX.

## Hunsriqueano riograndense

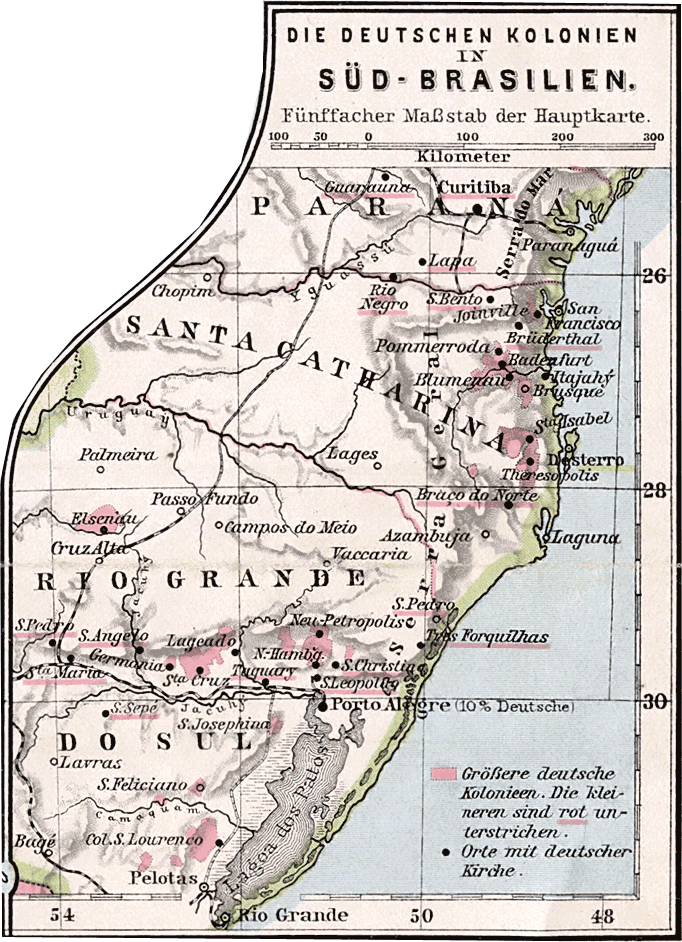
Mapa mostrando a dispersão das colônias alemãs no Sul do Brasil, em 1905.

O hunsriqueano riograndense, um dialeto do alto-alemão, é referido igualmente como Riograndenser Hunsrückisch (ou Hunsrik) por causa do estado mais meridional do país, o Rio Grande do Sul. Mas também está fortemente representado em Santa Catarina, onde a variante local é referida como Katharinensisch, e no Paraná. Juntos, esses três estados formam a Região Sul do Brasil. A área atraiu imigração significativa de países de língua alemã.
A imigração alemã para o Rio Grande do Sul começou em 1824. Os trabalhadores e colonos alemães vieram de muitas regiões diferentes, como Baixa Saxônia, Schleswig Holstein, Vestfália, Hunsrück e Pomerânia, sobretudo estados prussianos e vários reinos alemães, no entanto um número significativo veio especialmente das regiões pobres de Hunsrück e Palatinado, o que predominou o dialeto sobre os demais.
Os dialetos alemães começaram a se misturar, adotando elementos das línguas faladas por outros imigrantes, para formar variedades que diferiam de município para município, muitas vezes de família para família e que não tinham relação com as linhas dialéticas na Alemanha. No entanto, na maioria dos lugares o dialeto Hunsrück provou ser dominante.
Inicialmente, os imigrantes tinham que organizar seu próprio sistema escolar, mas isso mudaria. Devido à falta de exposição - de 1938 até 1961, o alemão nem sequer era ensinado em escolas superiores. O alemão padrão tornou-se restrito a contextos formais como a igreja, enquanto que todas as interações diárias aconteciam no dialeto ou em português, a partir do qual as palavras necessárias para inovações também foram tomadas.
Os falantes de Hunsrückisch são tipicamente bilíngues com o português, mas não necessariamente familiarizados com o alemão padrão. A escola primária de Santa Maria do Herval, município do Rio Grande do Sul, com uma população de cerca de 6 mil pessoas, ensina o Hunsrückisch e usa uma nova ortografia mais próxima de convenções portuguesas do que do alemão padrão. No entanto, os linguistas no Brasil criticam esse distanciamento e exigem um vínculo ortográfico mais estreito entre o Hunsrik e o alemão padrão.

### Estatuto co-oficial
- Santa Catarina
  - Antônio Carlos, lei municipal n° 987, de 27 de julho de 2010. [10]
  - Ipumirim, lei municipal n° 1.868, de 17 de dezembro de 2020. [11]
  - São João do Oeste, lei municipal nº 1.685, de 12 de julho de 2016. [12]
- Rio Grande do Sul
  - Santa Maria do Herval, conforme a Lei Estadual nº 14.061, de 23 de julho de 2012. [13][14]
  - Barão, lei municipal nº 2.451, de 14 de abril de 2021. [15]

## Pomerano

Municípios onde o pomerano é co-oficial no Espírito Santo, Brasil.

O pomerano, um dialeto do baixo-alemão, é falado em muitos lugares no Sudeste e no Sul do Brasil:
- Projeto de Educação Escolar Pomerana, fundado em 2004 por professores e cinco municípios do Espírito Santo (Santa Maria de Jetibá, Laranja da Terra, Vila Pavão, Domingos Martins, Pancas). Educação em pomerano.[16]
- Pomerano falado em Rondônia desde 1970.[16]
- Em Santa Leopoldina, primeiro assentamento europeu no Espírito Santo, os descendentes de imigrantes da Suíça e de Luxemburgo falam pomerano.[16]
- Santa Maria de Jetibá (anteriormente parte de Santa Leopoldina) é o centro brasileiro de cultura pommerana com 90% de falantes do dialeto.[16]

### Estatuto co-oficial
- Espírito Santo
  - Domingos Martins
  - Itarana[17][18]
  - Laranja da Terra
  - Pancas
  - Santa Maria de Jetibá
  - Vila Pavão
- Santa Catarina
  - Pomerode
- Rio Grande do Sul
  - Canguçu
- Rondônia
  - Espigão d'Oeste[19]

## Outros dialetos alemães no Brasil

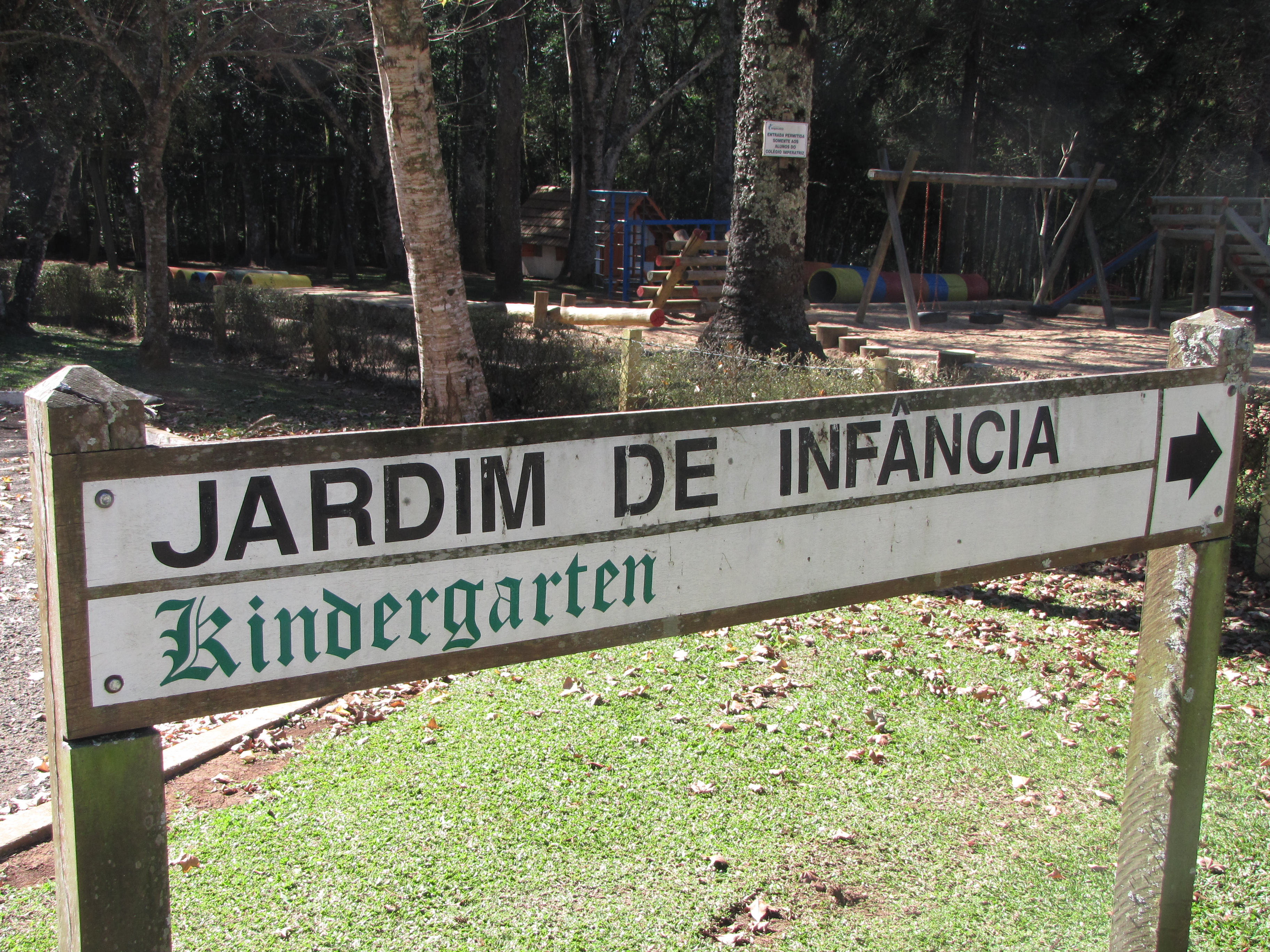
Sinalização bilíngue de Jardim de infância, em português e alemão, em Entre Rios, Guarapuava.

- Katarinensisch, falado no estado Santa Catarina
- Plattdüütsch ou Vestfaliano tem estatus co-oficial no municipio Westfália (Rio Grande do Sul)[20][21]
- Alemão Volgaparanaense, falado por alemães do Volga ao Paraná e Rio Negro (Argentina).
- Plautdietsch, falado por teuto-brasileiros menonitas da antiga União Soviética (desde os anos 1930).[22][23]
- Dialeto austro-bávaro do Tirol e alemão alemânico de Vorarlberg em Treze Tílias (desde 1933).[24]
- Suábios do Danúbio em Guarapuava (desde 1951).[25]

O holandês, estreitamente relacionado com o alemão, também é falado no Brasil por brasileiros holandeses e alguns judeus brasileiros.

### Plattdüütsch ouVesfaliano
O Plattdüütsch é uma língua co-oficial junto ao Portuguĕs no municipio Westfália (Rio Grande do Sul). segunda lei N° 1302 do ano 2016. No município é conhecido também como Vestfaliano ou Sapado do Pau. No Vale do Taquari (Teutônia, Imigrante e Westfália), onde se estabeleceram os imigrantes, há um grau de manutenção linguística maior, além disso, também no sudeste de Santa Catarina e que inclui as comunidades de Águas Mornas, São Bonifácio, São Martinho, Braço do Norte, São Ludgero, Armazém, Santa Rosa de Lima (Santa Catarina), Rio Fortuna e Grão Pará. No inicio, o dialeto tive não muito contato com o Hunsriqueano rio-grandense, Português e outras línguas. Vestfaliano é considerado “relativamente livre de impurezas” pela sua colonização mais uniforme e pelo seu grau de isolamento geográfico e social que ainda perduraria por muitos anos, em algumas localidades ainda até bem recentemente; fator determinante para essa manutenção. Outro fato de o vestfaliano ser pertencente ao grupo do baixoalemão, levando os falantes (que nunca tiveram se misturado com outros imigrantes) a apresentar maior resistência à influência dos dialetos francônios como o Hunsrückisch e mesmo do alemão culto, “por apresentar características fonológicas e um vocabulário bastante diferente desses últimos”.